# آنی ورشینگ
آنی ورشینگ (به انگلیسی: Annie Wersching) (زادهٔ ۲۸ مارس ۱۹۷۷ – درگذشتهٔ ۲۹ ژانویه ۲۰۲۳) بازیگر آمریکایی بود که فعالیت خود را از سال ۲۰۰۲ میلادی آغاز کرد. از معروف‌ترین کارهای او حضور در فصل‌های هفتم و هشتم سریال ۲۴ است. او همچنین در سریال بوستون لیگال و در بازی ویدیویی آخرین بازمانده از ما محصول کمپانی ناتی داگ برای صداگذاری شخصیت تس ایفای نقش کرده‌است.

## زندگی شخصی
آنی ورشینگ در سنت لوئیس چشم به جهان گشود. او فارغ‌التحصیل در رشتهٔ تئاتر-موسیقی از دانشگاه میلیکان (ایلینوی) بود. ورشینگ در سپتامبر ۲۰۰۹ با یک کمدین آمریکایی به نام استیفن فول در لس آنجلس، کالیفرنیا ازدواج کرد.